# Pasi Kumbang
Pasi Kumbang is een bestuurslaag in het regentschap Aceh Barat van de provincie Atjeh, Indonesië. Pasi Kumbang telt 501 inwoners (volkstelling 2010).